# 遺傳性出血性血管擴張症
遺傳性出血性血管擴張症是一種遺傳病，其會導致各種黏膜、內臟血管病變，由此導致各種出血。大部分患者會出現鼻、腦、肺及胃、腸出血。
此遺傳病10萬分之1，主要發生於白人。
遺傳方面，其遺傳方式為體染色體顯性遺傳。若父因皆帶有缺陷基因，則下一代不分性別皆有4分之1機率遺傳。